# Вебстер (парафія)
Шаблон:StateAbbr_ 32°42′ пн. ш. 93°20′ зх. д. / 32.7° пн. ш. 93.33° зх. д.
Округ  Вебстер (англ. Webster Parish) — округ (парафія) у штаті  Луїзіана, США. Ідентифікатор округу 22119.

## Історія
Парафія утворена 1871 року.

## Демографія
За даними перепису 
2000 року 
загальне населення округу становило 41831 осіб, зокрема міського населення було 19570, а сільського — 22261.
Серед мешканців округу чоловіків було 20025, а жінок — 21806. В окрузі було 16501 домогосподарство, 11559 родин, які мешкали в 18991 будинках.
Середній розмір родини становив 2,99.
Віковий розподіл населення поданий у таблиці:
| Стать    | До 15 років | 15-21 | 22-29 | 30-39 | 40-49 | 50-65 | 65-85 | Понад 85 |
| -------- | ----------- | ----- | ----- | ----- | ----- | ----- | ----- | -------- |
| Чоловіки | 4445        | 2137  | 1840  | 2656  | 2927  | 3330  | 2465  | 225      |
| Жінки    | 4254        | 2050  | 1942  | 2765  | 3022  | 3646  | 3482  | 645      |

## Суміжні округи
- Лафаєтт, Арканзас — північ
- Колумбія, Арканзас — північний схід
- Клейборн — схід
- Б'єнвіль — південний схід
- Боссьєр — захід

## Виноски
1. ↑  U.S. Decennial Census. United States Census Bureau. Архів оригіналу за 19 липня 2018. Процитовано 2 вересня 2014.
2. ↑  Historical Census Browser. University of Virginia Library. Архів оригіналу за 16 серпня 2012. Процитовано 2 вересня 2014.
3. ↑  Population of Counties by Decennial Census: 1900 to 1990. United States Census Bureau. Архів оригіналу за 15 вересня 2014. Процитовано 2 вересня 2014.
4. ↑  Census 2000 PHC-T-4. Ranking Tables for Counties: 1990 and 2000 (PDF). United States Census Bureau. Архів оригіналу (PDF) за 18 грудня 2014. Процитовано 2 вересня 2014.
5. ↑  State & County QuickFacts. United States Census Bureau. Архів оригіналу за 22 липня 2011. Процитовано 18 серпня 2013.(англ.) Наведено за англійською вікіпедією.
6. ↑  American FactFinder. Бюро перепису населення США. Архів оригіналу за 26 лютого 2012. Процитовано 31 січня 2008.

| США | Це незавершена стаття з географії США. Ви можете допомогти проєкту, виправивши або дописавши її. |